# Tini Bek
Tini Bek (in tartaro Тини Bəк; ... – 1342) è stato un condottiero mongolo, Khan dell'Orda d'Oro dal 1341 al 1342.

## Biografia
Successe al padre Uz Bek, e fu in breve sostituito dal fratello Ganī Bek.